# Калашибетта
Калашибетта (італ. Calascibetta, сиц. Calascibbetta) — муніципалітет в Італії, у регіоні Сицилія,  провінція Енна.
Калашибетта розташована на відстані близько 510 км на південь від Рима, 100 км на південний схід від Палермо, 2 км на північ від Енни.
Населення — 4608 осіб (2014).

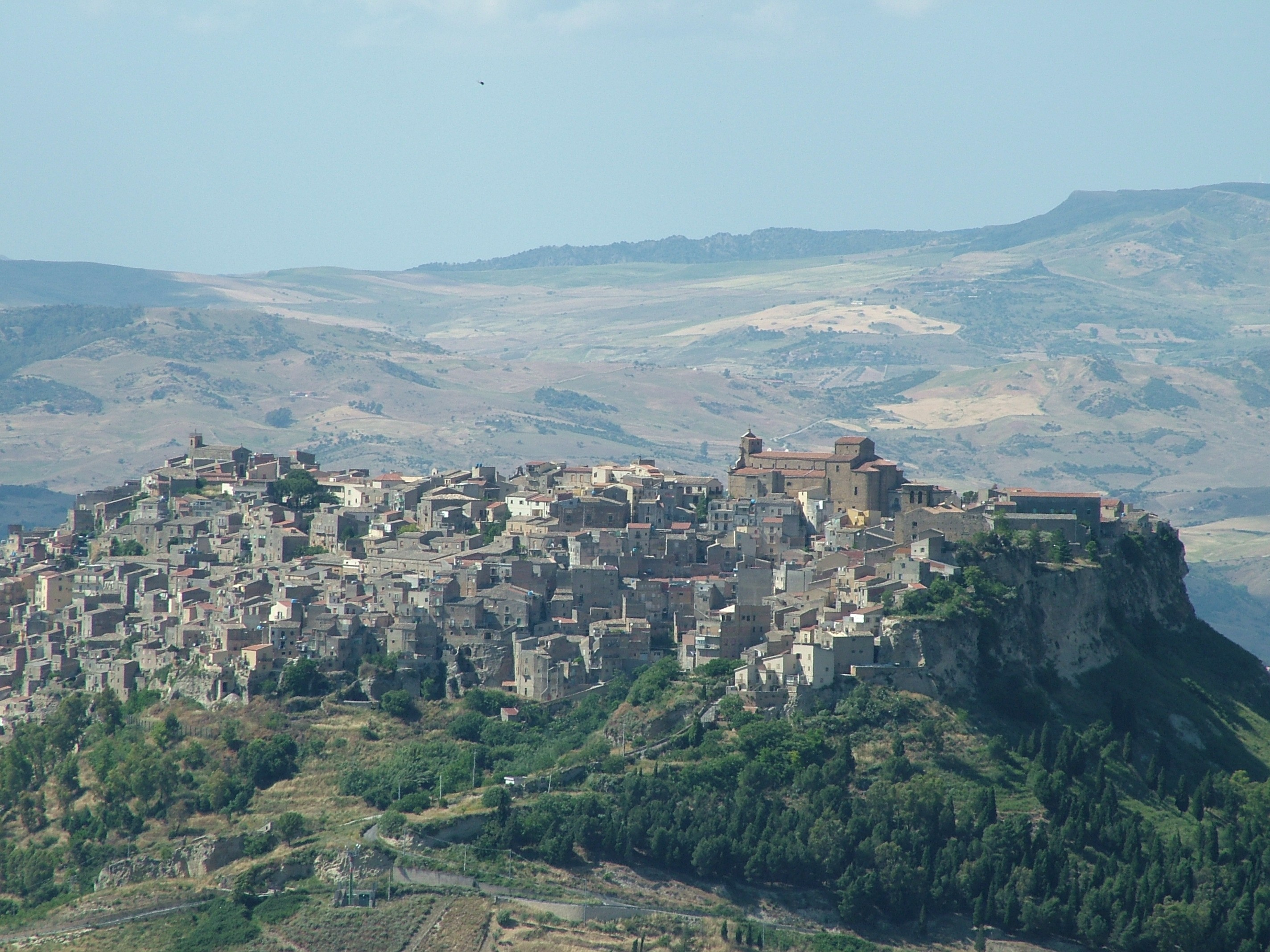

Щорічний фестиваль відбувається першої неділі  серпня. Покровитель — святий Петро Apostolo.

## Демографія
Населення за роками:

Станом на 1 січня 2023 року в муніципалітеті офіційно проживали 64 іноземці з 19 країн, серед них 41 громадянин країн Євросоюзу.

## Сусідні муніципалітети
- Бомп'єтро
- Енна
- Ганджі
- Леонфорте
- Нікозія
- Віллароза